# Distretto di Brno-město
Il distretto di Brno-město (in ceco okres Brno-město) è un distretto della Repubblica Ceca nella regione della Moravia Meridionale.
Il distretto coincide con la città di Brno ed è l'unico distretto della Repubblica Ceca senza ulteriori suddivisioni.